# Сан-Бартоломе-де-Тірахана
Сан-Бартоломе-де-Тірахана (ісп. San Bartolomé de Tirajana) — муніципалітет в Іспанії, у складі автономної спільноти Канарські острови, у провінції Лас-Пальмас, на острові Гран-Канарія. Населення — 53 288 осіб (2010).
Муніципалітет розташований на відстані близько 1760 км на південний захід від Мадрида, 25 км на південний захід від міста Лас-Пальмас-де-Гран-Канарія.
На території муніципалітету розташовані такі населені пункти: (дані про населення за 2010 рік)
- Агуалатенте: 36 осіб
- Альдеа-Бланка: 1028 осіб
- Артеара: 52 особи
- Аяката: 55 осіб
- Аягаурес: 211 осіб
- Касас-Бланкас: 33 особи
- Кастільйо-дель-Ромераль: 3022 особи
- Серкадос-де-Аранья: 83 особи
- Серкадос-де-Еспінос: 408 осіб
- Ла-Кулата: 46 осіб
- Фатага: 370 осіб
- Ла-Флорида: 0 осіб
- Оя-Гарсія: 9 осіб
- Хуан-Гранде: 636 осіб
- Ломіто-де-Тайдія: 19 осіб
- Ломо-де-ла-Пальма: 4 особи
- Маспаломас: 123 особи
- Ель-Маторраль: 351 особа
- Ла-Монтанья: 32 особи
- Монтанья-ла-Дата: 1022 особи
- Ла-Плата: 24 особи
- Плая-дель-Інглес: 6534 особи
- Ріско-Бланко: 66 осіб
- Сан-Агустін: 2174 особи
- Тунте: 712 осіб
- Ель-Секеро: 94 особи
- Лос-Сітіос: 25 осіб
- Ель-Таблеро: 6965 осіб
- Тайдія: 94 особи
- Оя-Гранде: 66 осіб
- Оя-де-Тунте: 67 осіб
- Сан-Фернандо: 18823 особи
- Баїя-Феліс: 195 осіб
- Берр'єль: 0 осіб
- Ель-Каналісо: 2 особи
- Лос-Касеронес-де-Фатага: 7 осіб
- Лос-Серкадос: 0 осіб
- Сьюдад-де-Ліма: 32 особи
- Чира: 18 осіб
- Лас-Філіпінас: 14 осіб
- Лос-Ортігонес: 0 осіб
- Уеса-Бермеха: 13 осіб
- Ла-Умбрія: 0 осіб
- Медія-Фанега: 32 особи
- Ла-Мімбре: 0 осіб
- Монтанья-де-Росіана: 22 особи
- Ель-Мораль: 0 осіб
- Ель-Пахар: 368 осіб
- Лос-Пальмітос: 78 осіб
- Пасіто-Бланко: 448 осіб
- Педрасо: 149 осіб
- Перера: 0 осіб
- Плая-дель-Агіла: 368 осіб
- Ріско-ла-Канделілья: 0 осіб
- Лос-Родеос: 170 осіб
- Ель-Салобре: 1286 осіб
- Санта-Агеда: 716 осіб
- Зонненланд: 3193 особи
- Тарахалільйо: 48 осіб
- Лас-Тедерас: 0 осіб
- Трехо: 29 осіб
- Кампо-Інтернасьйональ: 1699 осіб
- Кальдерін: 358 осіб
- Лас-Мелонерас: 769 осіб
- Монтелеон: 90 осіб

## Демографія
Динаміка населення (INE ):

## Галерея зображень

Розташування муніципалітету на острові Гран-Канарія
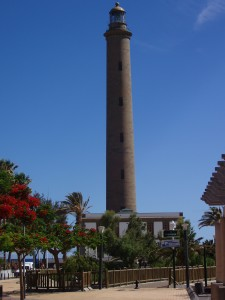
Маяк у Маспаломасі
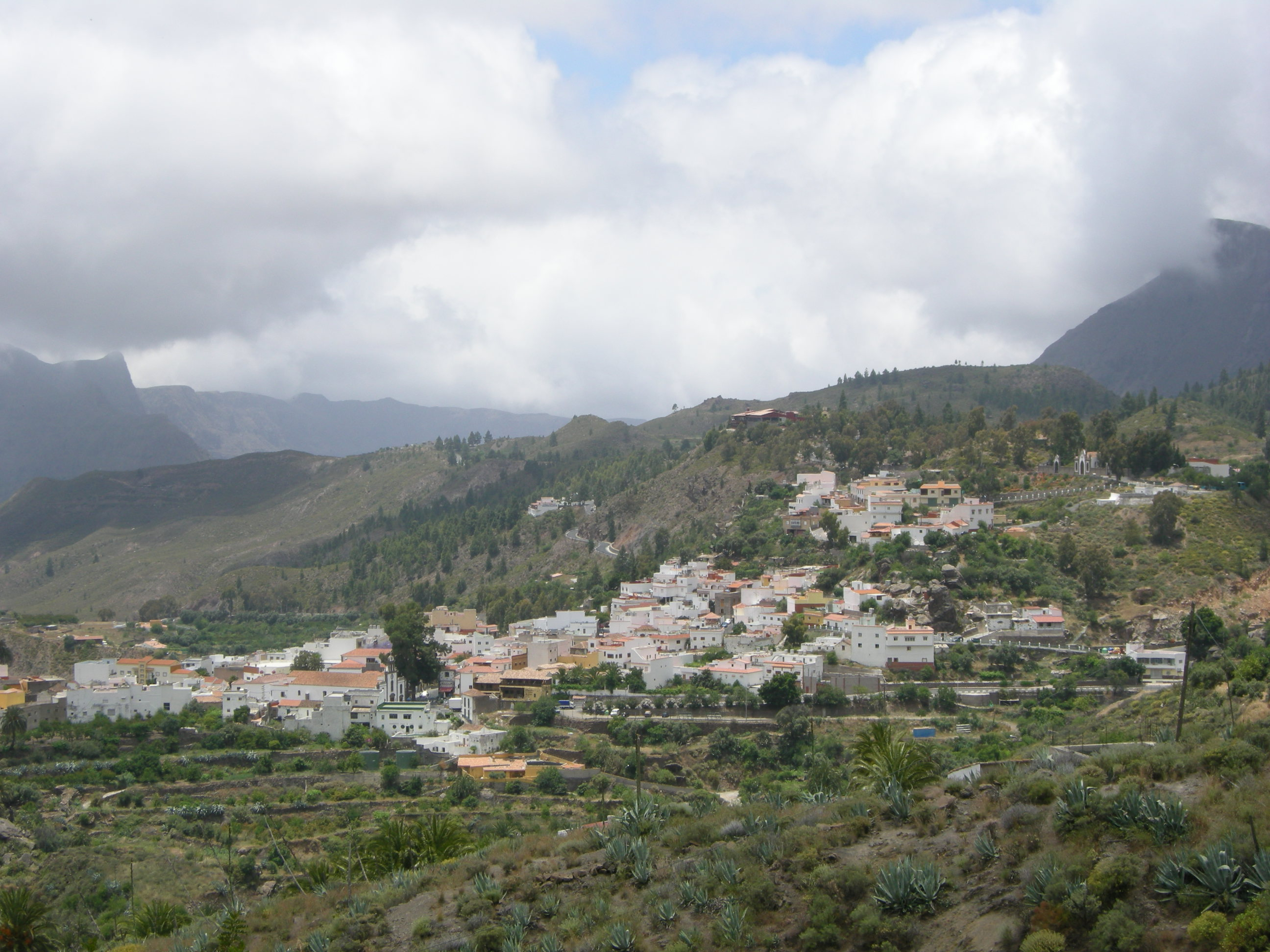
Сан-Бартоломе-де-Тірахана